# Pantáta Bezoušek
Pantáta Bezoušek je román Karla Václava Raise, který byl poprvé vydán v roce 1897. Řadí se do tzv. kritického realismu v českých zemích. Rais je typický představitel venkovské prózy, která měla často regionální charakter a hojně využívala dialektu. Tento typ prózy nabízí romantický pohled na venkovský lid jako na mravně nedotčené jádro, kde existovaly neporušené lidské vztahy. Kritičtí realisté pochopili, že starý ráz venkova se změnil – spisovatelé si všímali, jak rozvoj tržního systému deformuje lid, jak se generační spory mění v peněžní spolu se ztrácejícími starými formami žití.

## Děj
Pantáta Bezoušek je výminkář z Nové Vsi pod Zvičinou. Před pár lety mu zemřela žena a on cítí, že jeho konec také není daleko. Chce se ještě naposledy podívat k synovi do Prahy. Tam ho všichni přijmou s nadšením, především jeho vnučky Míci a Fíninka. Pantáta odjel, aby zkontroloval, jak si jeho syn v životě vede. Zprvu se mu zdá, že je marnotratný (například propálí za den tolik petroleje, co pantáta za měsíc). Pantáta tam chodí každé ráno do kostela a poté na procházky se snachou a vnučkami. Největší starosti s ním má služka Fána, protože Bezoušek nezahálí a má nutkání stále něco dělat, čímž za ni vykoná hodně práce. Pantáta se vyptává, jestli mu nepřišlo psaní. Po dlouhém očekávání Bezouškovi přijde dopis od přítele Antonína Kabeláka s informací o zúžení pole. Od té doby je pantáta jako na trní a chce se vrátit domů. Když Bezoušek odjíždí z Prahy, všichni se s ním srdečně loučí a jsou smutní z Bezouškova odjezdu. I přesto, že pantátovi je také teskno, se těší zpátky domů.
Takzvaný pražský román přesvědčivě zobrazuje prostředí měšťanské rodiny i atmosféru staré Prahy, právě tak jako řadu postav z různého prostředí a různých životních osudů. Způsob, jakým vyrůstá postava venkovského pantáty, jeho myšlení a cítění, spočívá především v konfrontaci tohoto představitele téměř patriarchálního, idylického světa se životem velkoměstským. Město představuje „zlatou klec“, za jehož hranicí je svoboda ukrytá v přírodě, poctivé práci a víře v Boha. Rovněž je zde poukázáno na nepoctivost lidí.
Pantáta Bezoušek je typ venkovského dědouška, starosvětského člověka ušlechtilých vlastností a pevných životních zásad, který blahodárně působí ve svém okolí, šíří kolem sebe dobrou náladu a pohodu. Kniha je plná laskavého humoru a pohody, což přispělo od jejího prvního objevení ke značné oblibě a čtenářskému úspěchu.

## Filmová adaptace
- Pantáta Bezoušek – československý film režiséra Karla Lamače z roku 1926.
- Pantáta Bezoušek – československý film režiséra Jiřího Slavíčka z roku 1941.